# Потапов, Игорь Владимирович
Игорь Владимирович Потапов (род. 29 декабря 1966, Витебск) — белорусский футболист, вратарь. В настоящее время тренер вратарей в клубе «Минск».

## Клубная карьера
Профессиональную карьеру начал в 1983 году в клубе «Двина», в котором за 3 сезона принял участие лишь в 6 матчах. Через 3 года вновь присоединился к витебскому клубу «КИМ». Зачастую выходил как основной вратарь. После распада СССР, «КИМ» успешно играл в белорусской Премьер-лиге и первых три сезона занимал пьедестал чемпионата. В 1996 году перешёл в новороссийский «Черноморец». За основную команду российского клуба сыграл один матч (против московского «ЦСКА», заменив на 69 минуте Альберта Щукина), а за дублирующий состав — 13. В следующем году перешёл в «Зарю» (Ленинск-Кузнецкий), где в одном матче принял участие как полевой игрок. С 1999 по 2000 года играл за новополоцкий «Нафтан-Девон». В 2012 году дважды выходил на замену основным вратарям (против «Лиды» и пинской «Волны»).

## Тренерская карьера
В 2005 году вошел в тренерский штаб женского футбольного клуба «Университет-Двина» (Витебск).

## Достижения
- Серебряный призёр чемпионата Белоруссииː 1992/93, 1994/95
- Бронзовый призёр чемпионата Белоруссииː 1993/94